# マルガレーテ・フォン・エスターライヒ (1395-1447)
マルガレーテ・フォン・エスターライヒ（ドイツ語：Margarete von Österreich, 1395年6月26日 - 1447年12月24日）は、オーストリア公アルブレヒト4世とヨハンナ・ゾフィー・フォン・バイエルンの長女。

## 生涯
1412年11月25日に、マルガレーテはバイエルン＝ランツフート公ハインリヒ16世と結婚し、以下の子女をもうけた。
- ヨハンナ（1413年 - 1444年） - プファルツ＝モスバッハ公オットー1世と結婚。
- アルブレヒト（1414年 - 1418年）
- フリードリヒ（1415年 - 1416年）
- ルートヴィヒ9世（1417年 - 1479年）
- エリーザベト（1419年 - 1451年） - プファルツ選帝侯フリードリヒ1世と婚約していたが、ヴュルテンベルク伯ウルリヒ5世と結婚。
- マルガレーテ（1420年 - ?） - 修道女

## 参考文献

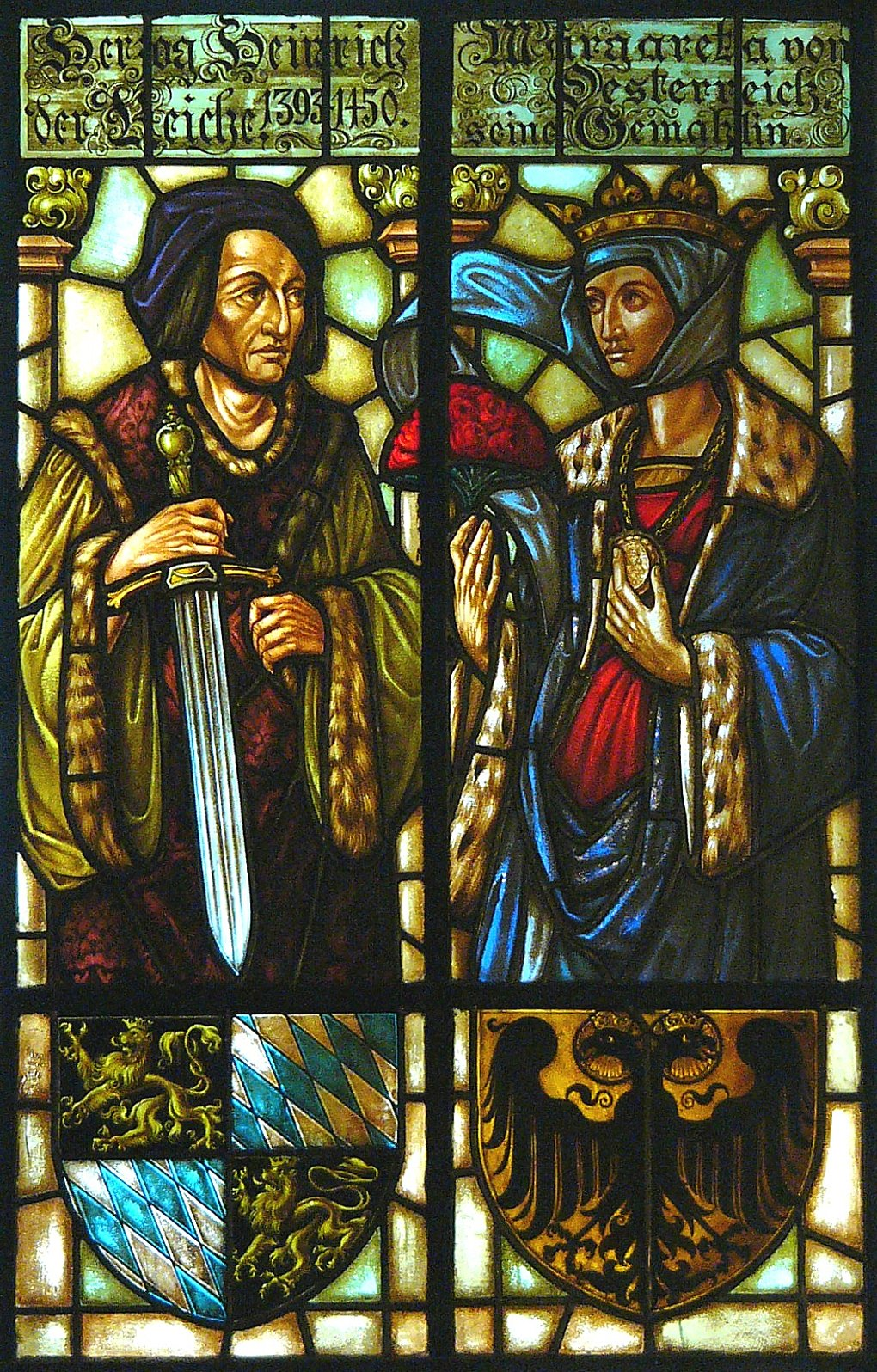
マルガレーテと夫ハインリヒ16世